# Coleonema calycinum
Coleonema calycinum là một loài thực vật có hoa trong họ Cửu lý hương. Loài này được (Steud.) I.Williams mô tả khoa học đầu tiên năm 1981.